# Laluska Eszter
Laluska Eszter (Szeged, 1986. április 14. –) magyar kézilabdázó. Laluska Balázs kézilabdázó testvére. 2012-ben kötött házasságot Kiss Zsolttal.

## Egyesületei
Szeged-Kiskundorozsma (1999-2002), Budapesti Spartacus (2002-2004), Ferencváros (2004-2006), Dunaferr NK (2006-2009) volt. 2009 tavaszán, a Dunaferr megrendülésekor igazolt Békéscsabára, ahol a szerződése 2010-ig szólt. Sorozatos térdsérülései után 2010-ben  befejezte sportolói pályafutását.

## Eredményei
Ifjúsági EB bronzérmes, EHF-kupa elődöntős (2005), Bajnoki bronzérmes (2005), Junior világbajnoki 4. (2005),Magyar kupa bronzérmes (2006),Legtöbbet fejlődő utánpótláskorú játékos (2005), Magyar bajnoki ezüstérmes (2006), EHF kupagyőztes (2006), Főiskolai Világbajnoki ezüstérmes (2006), Magyar kupa bronzérmes (2007), Magyar bajnoki bronzérmes (2007)